# Once in a Blue Moon
Once in a Blue Moon — дебютный полноформатный студийный альбом немецкой поп-рок/брит-поп-группы Fool's Garden, выпущенный 19 февраля 1993 года на небольшом звукозаписывающем лейбле Town Music. В основном, в альбом были включены перезаписанные версии песен из промо-альбома Fool’s Garden, выпущенного двумя годами ранее. Это единственный студийный альбом коллектива, в котором главный вокал в равной степени принадлежит Петеру Фройденталеру и Фолькеру Хинкелю.
Альбом оказался провальным в коммерческом плане, однако благодаря его выпуску Fool’s Garden сумели обратить на себя внимание немецких СМИ, а также обзавестись небольшой аудиторией слушателей среди жителей Баден-Вюртемберга.
К песням «Spirit '91» и «Once in a Blue Moon» были сняты видеоклипы.

## Предыстория

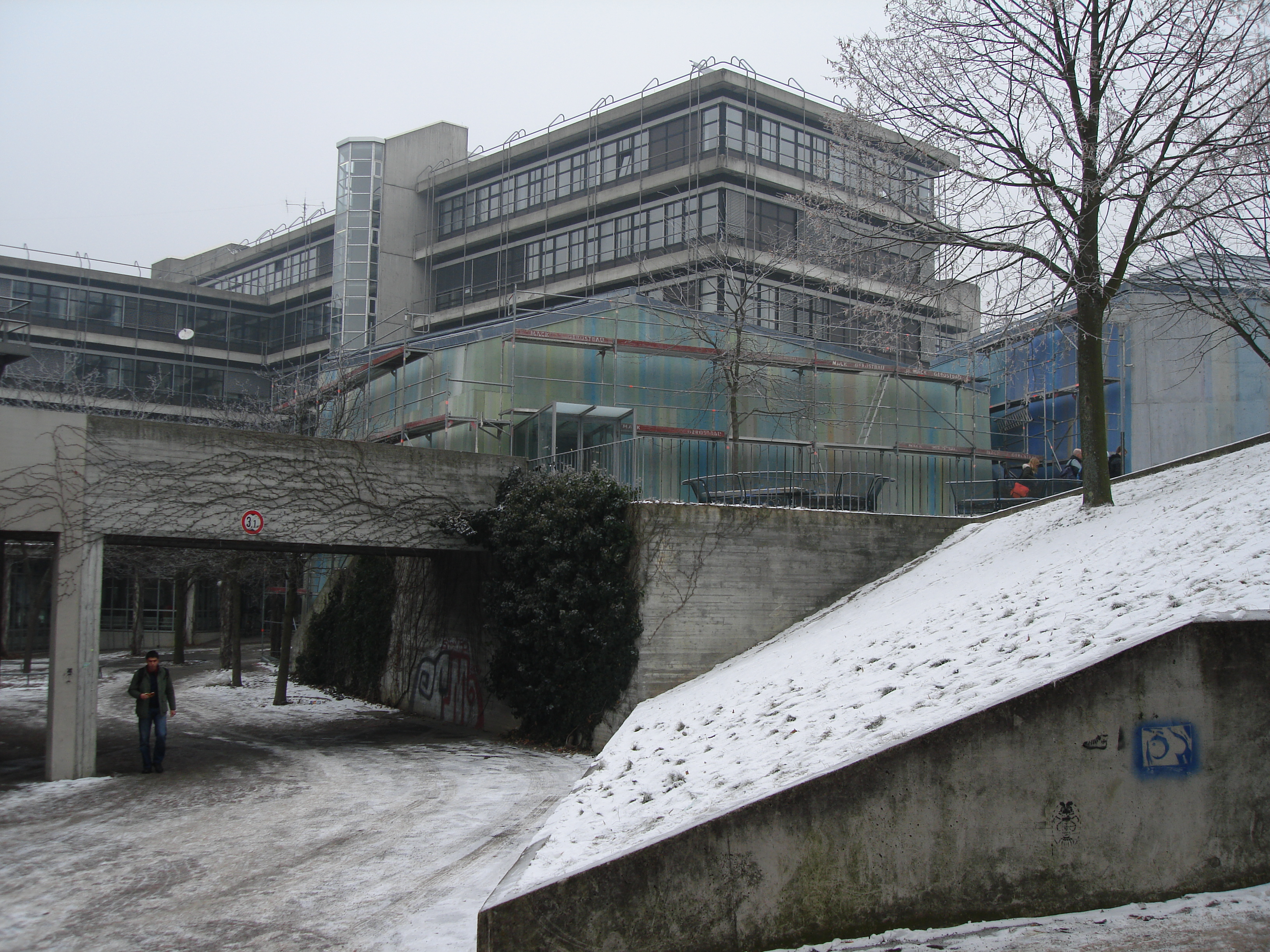
Штутгартский университет — место, где познакомились основатели Fool’s Garden

В 1991 году Фолькер Хинкель поступил в Штутгартский университет на программу обучения мультимедиа-технологиям, где он познакомился с Петером Фройденталером. Оба студента ещё задолго до университета начали увлекаться музыкой: Фройденталер работал настройщиком фортепиано, а также с подросткового возраста участвовал в качестве вокалиста в нескольких музыкальных группах; Хинкель в 1987 году совместно с Клаусом Уисслером основал проект Magazine, участником которого он по-прежнему являлся на момент знакомства с Фройденталером.
Узнав о том, что они оба сочиняют песни и имеют одинаковые музыкальные предпочтения, музыканты прослушали записи друг друга, после чего Хинкель пригласил Фройденталера в Magazine. Впоследствии, Фройденталер называл встречу с Хинкелем «судьбоносной». В скором времени музыканты объединили вместе свои песни и выпустили альбом Magazine, который также включал песни «W. A. R.» и «A Time of Life», записанные Хинкелем с Клаусом Уисслером, и кавер-версию песни «I Am the Walrus» от The Beatles.

### Fool’s Garden — Man In a Cage
В конце 1991 года Петер Фройденталер и Фолькер Хинкель натолкнулись на объявление штутгартского лейбла New Line Records, который предлагал записать компакт-диск за 160 немецких марок. На запись материала у музыкантов ушло три месяца; всего было издано 5 экземпляров CD, включавших в себя большинство перезаписанных композиций из альбома Magazine. Хинкель и Фройденталер придумали для диска название Fool’s Garden, а позже назвали в честь него свой дуэт, потому что название Magazine им больше не нравилось. Альбом был посвящён Джону Уинстону Леннону.

«Это было в ранних 90-х. В то время было не так много компакт-дисков. Мы прочитали объявление в музыкальном журнале о том, что есть компания, которая выпускает CD на заказ. CD стоил 160 немецких марок и мы заказали один экземпляр — даже в виде демонстрационной записи. В конечном счёте, это была заготовка без всякой обложки и чего-либо ещё. Было прекрасное ощущение, когда мы вставляли этот диск в CD-плеер». Оригинальный текст (нем.)Das war Anfang der 90er Jahre. Da gab es noch nicht so viele CD´s. Wir hatten einen Artikel in einer Musikfachzeitschrift gelesen, dass es eine Firma gibt, die Einzelanfertigungen von CD´s herstellt. Da hat eine CD 160,00 DM gekostet und wir haben uns eine machen lassen – auch als Demotape. Diese kam dann irgendwann, es war nur der Rohling, es gab kein Cover oder so etwas dazu. Dieses Teil dann in den CD-Player einzulegen, das war schon ein großartiges Gefühl.
— из интервью Петера Фройденталера.

## Запись, выпуск и продвижение
Запись альбома Once in a Blue Moon началась в декабре 1991 года на той же студии New Line Records в Штутгарте и продлилась по июль 1992 года. За месяц до окончания записи был разработан дизайн обложки. В альбом вошли перезаписанные версии многих песен из промо-альбома Fool’s Garden, включая кавер-версию песни «Cry Baby Cry» от The Beatles, а также три новые песни «Fall For Her», «Spitit '91» и «Once in a Blue Moon». Для записи песен и их концертного исполнения в качестве постоянных участников в группу были приглашены бас-гитарист Томас Мангольд, клавишник Роланд Рёль и барабанщик Ральф Вохеле. В 1992 году для продвижения альбома был выпущен первый сингл группы «Careless Games / Tell Me Who I Am», а спустя год — второй сингл «Spitit '91 / Once in a Blue Moon».
Альбом Once in a Blue Moon был выпущен тиражом в 1000 экземпляров на небольшом лейбле Town Music в Германии и Швейцарии, где дистрибуцией диска занималась местная компания Biton Handels AG. Альбом оказался провальным в коммерческом плане, в основном он продавался на концертах или отправлялся на местные теле- и радиостанции. Также много экземпляров альбома были розданы слушателям бесплатно. В связи с коммерческим провалом лонгплея компания Town Music терпела серьёзные убытки и даже оказалась на грани банкротства, из-за чего собиралась разорвать контракт с Fool’s Garden. Однако усилиями Стеффана Коха, продюсера группы, после серии переговоров Town Records согласились не расторгать контракт до выпуска следующего альбома.
Несмотря на коммерческий провал, Once in a Blue Moon позволил немецким СМИ обратить небольшое внимание на творчество группы: песни Fool’s Garden стали впервые появляться в радиоэфире, газеты Пфорцхайма начали печатать статьи о группе, а сам коллектив начал приглашаться на съёмки музыкальных программ на телевидении (телеканалы SWR 3 в Штутгарте и Tele 5 в Мюнхене). После выпуска альбома Fool’s Garden отправились в концертный тур по южным федеральным землям Германии: Баден-Вюртембергу и Баварии.
В 1996 году компания Intercord, которая в 1995 году поглотила лейбл Town Music, переиздала альбом. Однако несмотря на то, что Once in a Blue Moon был выпущен во всей Европе и уже на тот момент, после выпуска альбома Dish of the Day и сингла «Lemon Tree» Fool’s Garden обрели мировую известность, результата не было почти никакого.

## Список композиций
| №                   | Название                    | Текст песни                         | Музыка                         | Вокал                               | Длительность |
| ------------------- | --------------------------- | ----------------------------------- | ------------------------------ | ----------------------------------- | ------------ |
| 1.                  | «Awakenings»                | Фолькер Хинкель, Петер Фройденталер | Фолькер Хинкель                | Петер Фройденталер                  | 4:34         |
| 2.                  | «Man In a Cage»             | Фолькер Хинкель, Клаус Уисслер      | Фолькер Хинкель, Клаус Уисслер | Фолькер Хинкель                     | 3:42         |
| 3.                  | «Scared»                    | Фолькер Хинкель                     | Фолькер Хинкель                | Фолькер Хинкель                     | 1:24         |
| 4.                  | «Careless Games»            | Фолькер Хинкель                     | Фолькер Хинкель                | Фолькер Хинкель                     | 3:58         |
| 5.                  | «Sandy»                     | Петер Фройденталер                  | Петер Фройденталер             | Петер Фройденталер                  | 5:49         |
| 6.                  | «One Way Out»               | Фолькер Хинкель, Клаус Уисслер      | Фолькер Хинкель                | Фолькер Хинкель, Петер Фройденталер | 6:34         |
| 7.                  | «Cry Baby Cry»              | Джон Леннон, Пол Маккартни          | Джон Леннон, Пол Маккартни     | Фолькер Хинкель                     | 2:29         |
| 8.                  | «Spirit Of The Disappeared» | Фолькер Хинкель, Клаус Уисслер      | Фолькер Хинкель, Клаус Уисслер | Фолькер Хинкель                     | 4:42         |
| 9.                  | «Lena»                      | Петер Фройденталер                  | Фолькер Хинкель                | Петер Фройденталер                  | 4:50         |
| 10.                 | «No Flowers By Request»     | Фолькер Хинкель, Клаус Уисслер      | Фолькер Хинкель, Клаус Уисслер | Фолькер Хинкель                     | 2:24         |
| 11.                 | «Tell Me Who I Am»          | Петер Фройденталер                  | Петер Фройденталер             | Петер Фройденталер                  | 3:09         |
| 12.                 | «The Part Of The Fool»      | Фолькер Хинкель                     | Фолькер Хинкель                | Фолькер Хинкель                     | 4:23         |
| 13.                 | «You're Not Forgotten»      | Фолькер Хинкель                     | Фолькер Хинкель                | Петер Фройденталер                  | 2:43         |
| Общая длительность: | Общая длительность:         | Общая длительность:                 | Общая длительность:            | Общая длительность:                 | 50:41        |

| №                   | Название               | Текст песни                         | Музыка                              | Вокал                               | Длительность |
| ------------------- | ---------------------- | ----------------------------------- | ----------------------------------- | ----------------------------------- | ------------ |
| 1.                  | «Awakenings»           | Фолькер Хинкель, Петер Фройденталер | Фолькер Хинкель                     | Петер Фройденталер                  | 4:15         |
| 2.                  | «Man In a Cage»        | Фолькер Хинкель, Клаус Уисслер      | Фолькер Хинкель, Клаус Уисслер      | Фолькер Хинкель                     | 3:41         |
| 3.                  | «Scared»               | Фолькер Хинкель                     | Фолькер Хинкель                     | Фолькер Хинкель                     | 1:27         |
| 4.                  | «Careless Games»       | Фолькер Хинкель                     | Фолькер Хинкель                     | Фолькер Хинкель                     | 3:55         |
| 5.                  | «Sandy»                | Петер Фройденталер                  | Петер Фройденталер                  | Петер Фройденталер                  | 5:46         |
| 6.                  | «One Way Out»          | Фолькер Хинкель, Петер Фройденталер | Фолькер Хинкель, Петер Фройденталер | Фолькер Хинкель, Петер Фройденталер | 5:16         |
| 7.                  | «Fall For Her»         | Фолькер Хинкель                     | Фолькер Хинкель                     | Фолькер Хинкель                     | 4:05         |
| 8.                  | «Cry Baby Cry»         | Джон Леннон, Пол Маккартни          | Джон Леннон, Пол Маккартни          | Фолькер Хинкель                     | 2:19         |
| 9.                  | «Lena»                 | Петер Фройденталер                  | Фолькер Хинкель                     | Петер Фройденталер                  | 4:48         |
| 10.                 | «Tell Me Who I Am»     | Петер Фройденталер                  | Петер Фройденталер                  | Петер Фройденталер                  | 3:10         |
| 11.                 | «The Part Of The Fool» | Фолькер Хинкель                     | Фолькер Хинкель                     | Фолькер Хинкель                     | 4:22         |
| 12.                 | «You're Not Forgotten» | Фолькер Хинкель                     | Фолькер Хинкель                     | Петер Фройденталер                  | 2:38         |
| 13.                 | «Spirit '91»           | Клаус Уисслер, Петер Фройденталер   | Фолькер Хинкель                     | Петер Фройденталер                  | 4:16         |
| 14.                 | «Once in a Blue Moon»  | Фолькер Хинкель                     | Фолькер Хинкель                     | Петер Фройденталер                  | 3:10         |
| Общая длительность: | Общая длительность:    | Общая длительность:                 | Общая длительность:                 | Общая длительность:                 | 52:36        |

## Участники записи
Magazine/Fool’s Garden
- Петер Фройденталер — композитор, вокал, бэк-вокал, клавишные
- Фолькер Хинкель — композитор, вокал, бэк-вокал, гитара, клавишные, губная гармоника
- Клаус Уисслер — композитор

| Прочие музыканты - Ральф Геринг — акустическая гитара - Николь Фройденталер — бэк-вокал - Томас Фойхт — бас-гитара - Роланд Ахт — ударные - Бернхард Гейл — гитара, бэк-вокал - Энди Гейл — мандолина | Технический персонал - Клаудия Кох — дизайн обложки - Гюнтер Кох — исполнительный продюсер |

| Fool’s Garden - Петер Фройденталер — композитор, вокал, бэк-вокал, клавишные - Фолькер Хинкель — композитор, вокал, бэк-вокал, гитара, микширование, программирование, исполнительный продюсер - Томас Мангольд — бас-гитара, бэк-вокал - Роланд Рёль — клавишные, бэк-вокал - Ральф Вохеле — ударные, перкуссия, бэк-вокал | Magazine - Клаус Уисслер — композитор, звукорежиссёр, микширование |

| Прочие музыканты - Клаудия Мюллер — бэк-вокал - Николь Фройденталер — бэк-вокал - Клаудия Тишер — бэк-вокал - Карин Юнг — бэк-вокал - Энди Гейл — мандолина | Технический персонал - Ирис Мангельсен — дизайн обложки - Йорг Хенн — графическое оформление - Бернд Хейзбринк — звукорежиссёр, микширование, исполнительный продюсер |